# Marie Mediatrice Izabiliza
 (avril 2023).
Marie Mediatrice Izabiliza est une femme politique rwandaise, actuellement membre de la Chambre des députés au Parlement du Rwanda ,.